# فيفيان بوتير
فيفيان بوتير (بالإنجليزية: Vivian Harold Potter)‏ هو نقابي وسياسي نيوزلندي، ولد في 23 أكتوبر 1878، وتوفي في 19 نوفمبر 1968. انتخب عضو مجلس النواب النيوزيلندي.